# Verhaal
Een verhaal is een weergave van al dan niet fictieve gebeurtenissen. Het vertellen ervan is naar alle waarschijnlijkheid de oudste vorm van amusement die de mensheid kent. Maar ook tegenwoordig worden nog steeds sagen, sterke verhalen, sprookjes, moppen en andere verhaalsoorten verteld.
Een verhaal vanuit de mondelinge traditie wordt ook wel volksverhaal of vertelling genoemd.

## Vorm en ontwikkeling
De vorm waarin dit gebeurt kan verschillen. In de oudheid werden verhalen vaak verteld in de vorm van een gedicht omdat dit in de regel gemakkelijker te onthouden is. De Ilias en Odyssee, bijvoorbeeld, zijn verhalende heldendichten, maar ook de Edda en het Gilgamesj-epos zijn in deze vorm geschreven. Andere oude vormen van verhalen zijn mythen, sagen, legenden, balladen, romances en raamvertellingen (zoals Decamerone, De vertellingen van duizend-en-één nacht en Canterbury Tales).
Een verhaal kan mondeling worden verteld (informeel of formeel, in een voorstelling of voordracht), kan in geschreven, gedrukte of digitale vorm worden verspreid, of in beeld worden uitgedrukt. Een beeldverhaal kan zonder en met begeleidende tekst zijn, zoals in strips of peuterboeken.
Na de uitvinding van de boekdrukkunst kregen verhalen een nieuwe vorm: de roman, een verhaalvorm die zonder geschreven tekst niet mogelijk zou zijn geweest. Over het algemeen wordt Don Quichote van Miguel de Cervantes als eerste roman beschouwd. Nadien verschenen novellen, feuilletons, verhalenbundels en korte verhalen.

## Verhaal en geschiedenis
De structuur van verhalen bestaat uit:
- de onderlinge relaties tussen de personages met hun handelingen of acties.
- de motieven en thema's.
- de niet door personages veroorzaakte of gewilde gebeurtenissen.
- de omstandigheden, gevormd door de ruimte en de tijd waarin het verhaal speelt, de tijdsverlopen, de tijdstippen en perioden.

Een verhaal wordt soms een geschiedenis genoemd. In feite probeert geschiedenis als wetenschap de verhalen die ons zijn nagelaten te onderzoeken en er een zo feitelijk mogelijk verhaal over te schijven.
In het Latijn betekent historia ten slotte zowel geschiedenis als verhaal en ook in andere Europese talen komt de verwantschap voor zoals bij het Duitse Geschichte.

## Verhaalanalyse
Een verhaal kan worden geanalyseerd. Narratologie is de theorie van de structuur van verhalen. Om een structuur te onderzoeken ontleedt de narratoloog de verschijnselen van een verhaal in hun samenstellende delen en probeert dan functies en onderlinge relaties te bepalen.
- Verhaaltheorie
  - Personages
  - Verloop: plot (sujet) en story (fabel) beschrijft wat er gebeurde. De chronologische ordening van handelingen (acties) en gebeurtenissen
  - Begin en einde, incipit en terminus
  - Ruimte
  - Tijd: verteltijd en vertelde tijd
  - Samenhang en verband: motieven en thema's
  - Motto
- Verteltheorie, structuuraspecten van een verhaal, de manier waarop er wordt verteld
  - Narratieve vertelinstantie
  - Focalisatie, het standpunt van waaruit verteld wordt.
  - Tekstvorm: vertellerstekst en/of persoonstekst.
  - Vertelperspectief
  - Weergave van gedachten, gesprekken, gezichtspunten
  - Stijlperiode, stijl, stroming, stijldifferentiatie, Spanning
  - Type (fictie of non-fictie) en genres

Deze aspecten kunnen bijdragen aan het beter begrijpen van teksten en verhalen.

## Onderwijs

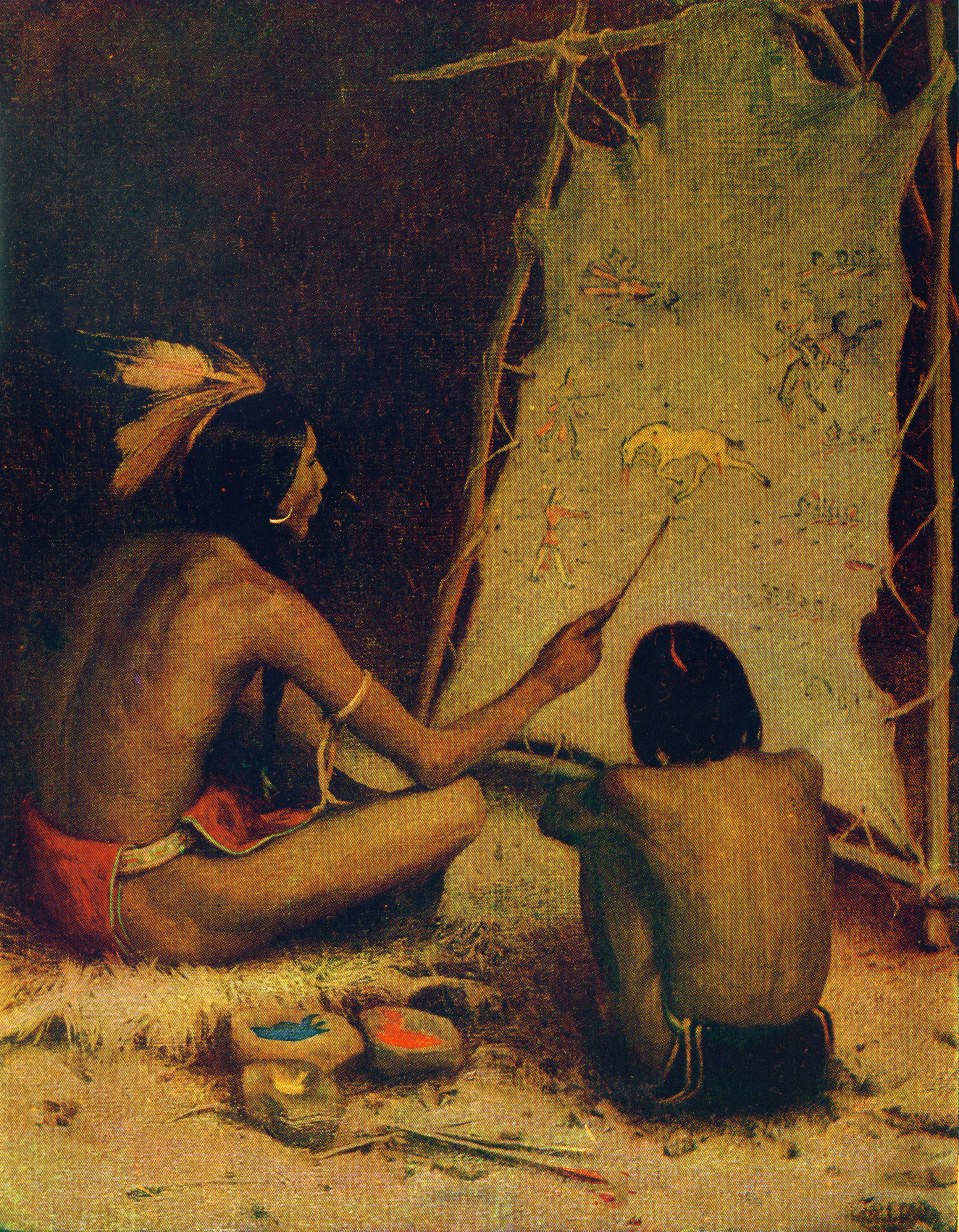
The Historian van E. Irving Couse (1902)

Verhalen vertellen speelt in het onderwijs een grote rol bij de emotionele en sociale ontwikkeling van kinderen. Het helpt bij het begrijpen van de wereld om ons heen en het delen van dat begrip met anderen (sociaal-constructivisme). Daarnaast helpt het ook om het lezen te bevorderen. In het basisonderwijs zien we een toenemend gebruik van het vertellen van verhalen mede door inzet van verhalenvertellers.
Het aanschouwelijk vertellen (vertellen met beelden) kan kracht bijgezet worden met hulpmiddelen zoals Plastifigura (plastic opplakfiguurtjes van speelgoedfabrikant Jumbo) en met kamishibai (Japans verteltheater). Ook bedient de Godly Play-methode voor bijbelse vertellingen zich van vertellen met attributen.

## Vertelkunst
Verhalenvertellers treden met hun verhalen op in theaters, veelal de kleinere (vlakkevloer)theaters, bibliotheken en scholen.
Er is een Federatie Nederlandse Vertelorganisaties waar vertelorganisaties bij aangesloten zijn.
In 2013 werd Herman van Veen ambassadeur van Het Verhalenfestival.
In Nederland is een bekend verteller Eric Borrias.

## Maatschappij
Een narratief kan ook als een samenhangend verhaal een grondvest gevend onderdeel zijn van een politieke opvatting.